# Ми і наші коні
«Ми і наші коні» («Мы и наши лошади») — радянський телефільм 1988 року, знятий режисером Юрієм Малашиним на студії «Новосибірськтелефільм».

## Сюжет
Філософська казка. Події фільму розгортаються у диких місцях Гірського Алтаю. Це другий режисерський художній фільм знаменитого новосибірського постановника документального кіно Юрія Малашина («Тайга»). За повістю Сергія Залигіна «Наші коні». Музику до фільму написав відомий новосибірський композитор Григорій Гоберник («Віра і Федір», «Перед весіллям»).

## У ролях
- Ернст Романов — Богоєвський
- Георгій Тейх — Морозов
- Наталія Ромашенко — Вірочка Баклаєва
- Владлен Бірюков — Поваліхін
- Володимир Чистяков — Сьома Кочкін
- Тамара Кочержинська — Надія Львівна
- Костянтин Спасський — Костя Ворожцов

## Знімальна група
- Режисер — Юрій Малашин
- Сценарист — Юрій Малашин
- Оператор — Борис Травкін
- Композитор — Григорій Гоберник
- Художник — Ірина Кузнецова